# Вася Ложкин
Ва́ся Ло́жкин (настоящее имя — Алексе́й Влади́мирович Куде́лин; род. 18 августа 1976, Солнечногорск, Московская область, РСФСР, СССР) — российский художник и дизайнер, музыкант, основатель музыкального коллектива «Эбонитовый колотун», лидер группы «Вася Ложкин и какие-то люди». Входит в общество «Колдовские художники». Темами его картин часто являются алкоголики, пенсионеры, медведи, зайцы и коты.

## Биография
Алексей Куделин родился в 1976 году в Солнечногорске. Окончил юридический факультет, но по специальности не работал. В 2002 году вступил в сообщество «Колдовские художники», в рамках экспозиций которого прошли первые групповые выставки с участием его работ. Выставки проходили в России, Швейцарии и Нидерландах.

Вася Ложкин. «Родина слышит». 2014, холст, акрил

С 2014 года художник проживает в Ярославле.
В том же году прошла первая персональная выставка Васи Ложкина. Несколько персональных выставок художника прошли в московском Центральном доме художника, Санкт-Петербурге, Праге, Сочи, Екатеринбурге, Нижнем Новгороде.
Художник Вася Ложкин сотрудничает с музыкантами, в частности он оформил обложку альбома группы «Ноль». Также он сотрудничает с газетой «Завтра» и с телестудиями, в частности с РЕН ТВ.
В составе группы «Вася Ложкин и какие-то люди» выпустил в 2015 году музыкальный альбом «Пьянство и разврат», а в 2016-м — сольную пластинку «Крики лысого дурака». В 2017 году вышел музыкальный альбом «Вася Ложкин И Какие-То Люди — Во имя любви».
В 2016 году решением Октябрьского районного суда Новосибирска по иску прокуратуры картина Васи Ложкина «Шестая часть суши» («Великая прекрасная Россия») была признана экстремистской. В 2018 году Новосибирский областной суд отменил решение районного суда о признании картины экстремистской.
В 2021 году Императорский фарфоровый завод выпустил коллекцию тарелок и бокалов с котами Васи Ложкина.

## Творчество
Творчество Васи Ложкина относят к направлению примитивизм, однако сам художник говорит, что «его искусство — это не примитивизм в широком понимании». Также, по словам художника, он не умеет рисовать и у него нет музыкального слуха. С 1990-х годов Ложкин рисовал свои картины гуашью, а с 2000 года перешёл на масло, далее на акрил и темперу. В своих картинах и песнях художник высмеивает современную действительность через вымышленный город Кобылозадовск, а по своим эстетическим убеждениям относит себя к «православным сталинистам». Отрицая политическую составляющую своего творчества, художник отмечает, что его картины обращены к сердцу, а не к разуму.

## Персональные выставки

Выставка Васи Ложкина «Живы будем — не помрём!» в Саратове

Кот приглашает на выставку Васи Ложкина на 4 этаж (Саратов)

- 2—12 мая 2013 — Центральный дом художника, Москва[29]
- 26 декабря 2013 — 12 января 2014 — «Приплыли» (Центральный дом художника, Москва)[6]
- Декабрь 2014 — «Ляпотааа!» — Центральный дом художника, Москва[7]
- Сентябрь 2016 — Галерея «Свиное рыло» (Санкт-Петербург)[30]
- 27 декабря 2016 — 15 января 2017 — «Живы будем — не помрём!» — Центральный дом художника, Москва[31]
- 21 июля 2017 — 18 сентября 2017 — «Море зовёт!!!», Арт-галерея Форт, Сочи
- 12—22 октября 2017 — персональная выставка в ТЦ «Европа», Екатеринбург
- 26 декабря 2017 — 14 января 2018 — «Великая прекрасная Россия», Центральный дом художника, Москва
- 13 июля 2018 — 29 июля 2018 — «Русская пропаганда», Прага, Чехия
- 14 августа — 9 сентября 2018 — «Лови волну», галерея «Свиное Рыло», Санкт-Петербург, Россия[32]
- 3—31 октября 2018 — «Жызнь — весёлый карнавал», «Артмуза», Санкт-Петербург[33][34]
- 25 декабря 2018 — 13 января 2019 — «Восход Нового Солнца», ЦДХ, Москва[35]
- 5 марта 2019 — 7 апреля 2019 — «Восход Нового Солнца», Нижний Новгород[36]
- 5 июля 2019 — 1 сентября 2019 — «Восход Нового Солнца», Ярославль[37]
- 23 апреля — 16 мая 2021 — выставка «Живы будем — не помрём!» в «Победа-плаза» ул. Люкшина 5, Саратов
- 21 мая — 13 июня 2021 — выставка «Живы будем — не помрём!» в ТРК «Горизонт», Ростов-на-Дону[38]

## Дискография
- 2007 — «Вася Ложкин Рокындролль Бэнд — Гениальная Музыка».
- 2010 — «Вася Ложкин Рокындролль Бэнд — Дед Пихто».
- 2011 — «Вася Ложкин Рокындролль Бэнд — Зловоние дедушкиных кальсон».
- 2013 — «Вася Ложкин Рокындролль Бэнд — Звериный оскал идиотизма».
- 2015 — «Вася Ложкин И Какие-То Люди — Пьянство И Разврат».
- 2016 — «Вася Ложкин — Крики лысого дурака».
- 2017 — «Вася Ложкин И Какие-То Люди — Во имя любви».

## Фильмография
- «Смуthи в портрете ин100грамма»
- «Блогер»
- «Москва-Кобылозадовск»[39]